# 리처드 R. 슈록
리처드 로이스 슈록(영어: Richard Royce Schrock, 1945년 1월 4일 ~ )은 미국의 화학자이다. 올레핀 복분해에 대한 연구 성과로 로버트 그럽스, 이브 쇼뱅과 함께 2005년 노벨 화학상을 수상했다.